# Giselle Laronde
Giselle Laronde, de son nom complet, Giselle Jeanne-Marie Laronde-West, née le 24 octobre 1963 à Port-d'Espagne, est une femme trinidadienne, qui est devenue Miss Monde 1986.

## Biographie
Elle est née dans la capitale de la Trinité-et-Tobago, a grandi à San Fernando, une ville de son pays natal, où elle emménage avec sa famille à l'âge de 10 ans. Elle suit sa scolarité à l'école Saint-Pierre et au collège de filles Saint-Francois à Pointe-à-Pierre.
Vers l'âge de 20 ans, Giselle travaille dans une coopérative de crédit locale, nombre de ses amis et de sa famille l'encouragent à participer au concours Miss Monde.

## Après Miss Monde
Après avoir remporté le titre de Miss Monde, elle a utilisé son argent de ce concours, pour faire à nouveau des études au Collège de Goldsmith à l'Université de Londres dont elle obtient un diplôme en sociologie et de la Communication.
En 1987, elle est décorée Médaille d'or Chaconia par la République de Trinité-et-Tobago et un avion de la compagnie aérienne BWIA, porte son nom, en lui rendant hommage.
Actuellement, elle est gestionnaire de communications d'entreprise avec House of Angostura le fabricant de bitters.

## Vie privée
Elle se marie avec Heathcliff West avec qui elle a eu deux fils.